# Ripajepi
Ripajepi (románul: Bogdănești) községközpont Romániában, Moldvában, Bákó megyében. Közigazgatásilag Filipești tartozik még hozzá.

## Fekvése
Ónfalvától 7 km-re délnyugatra, a DN11-es főút mellett fekvő település.

## Története
Községközpont.

## Népesség
A 2002-es népszámláláskor 2764 lakosa volt, melyből 98,03% román, a többi egyéb volt. Ebből 95,6% görögkeleti ortodox, 1,41% római katolikus volt.
A 2011-es népszámláláskor 2550 lakosa volt.

## Külső hivatkozások
- Ripajepi község hivatalos honlapja
- A helyi iskola honlapja